# Rainer Hesse
Rainer Hesse (Koningsbergen (Oost-Pruisen), 28 maart 1938) is een Duitse en Nederlandse dichter en schrijver van wetenschappelijke werken en vertaler van gedichten. Als technisch chemicus werkte hij als afdelingsmanager in verschillende laboratoria.
Hesse voert diepgaande taal- en schriftstudies uit over de hervorming van het Chinese karakter en heeft vijf boeken op dit gebied gepubliceerd. In zijn hoofdwerk, het Referenzwörterbuch van Chinese karakters, rangschikt hij alle moderne karakters volgens de door hem ontwikkelde kolommethode. Hij heeft dus een revolutie teweeggebracht in het ophalen van de karakters, wat handiger, tijdbesparend en duidelijker is in vergelijking met alle eerdere classificatiesystemen van Chinese woordenboeken met deze methode. Bovendien levert het werk een algemene bijdrage aan de architectonische typologie van het Chinese schrift.
Hij vertaalt ook gedichten van Belgische auteurs uit het Vlaams in het Duits. Zelf schrijft hij voornamelijk Tanka, Haiku en andere poëzievormen, en heeft al tien dichtbundels gepubliceerd. Voortdurend levert hij bijdragen aan anthologieën.
Hesse woonde van 2000 tot 2018 in Amsterdam. Nu woont hij in Hamburg.

## Publicaties
- Han Minwen: Versuch zur Entwicklung einer chinesischen Volksschrift. Verlag Harrassowitz, 1981, ISBN  3447022183, ISBN 978-3447022187
- Wangma fenleifa. Ausführliche Beschreibung des Netzcodes zur Klassifizierung chinesischer Schriftzeichen. Otto Harrassowitz, Wiesbaden 1985, ISBN 3-447-02561-1
- Das Kanji-Netzcode-System: Eine universelle Wörterbuchordnung sino-japanischer Schriftzeichen. Verlag: BoD, 2000, ISBN 3831102074, ISBN 978-3831102075
- Umfassend analytisch-synthetisches Referenzwörterbuch moderner chinesischer Schriftzeichen nach der Kolumnen-Methode. Verlag BoD, 2011, ISBN 3839175143, ISBN 978-3839175149
- Sternenlicht und unberührter Schnee, Ausgewählte Gedichte. Verlag BUCH&media München, 2011, ISBN 3869061545, ISBN 978-3869061542
- Wai zimubiao, Studie zur Transkription fremdländer Namen (non-Han) mit Hilfe tontragender chinesischer Hybrid-Zeichen, gezeigt am Beispiel für Chemie und Geographie. Verlag: BoD, 2014, ISBN 978-3-7357-4865-2
- Kleines Wörterbuch der Psychobiologie, Kleines Wörterbuch psychobiologischer Begriffe und Definitionen, Mikrokosmos und Makrokosmos als Symbol und Symbolanalyse,Verlag CreateSpace Independent Publishing Platform Leipzig, 2017, ISBN 978-1-5463-2735-6

- Gemeinsame Normdatei: 122179471
- International Standard Name Identifier: 0000 0000 2664 0242
- Library of Congress Control Number: n82100226
- Nationale Bibliotheek van Tsjechië: jo2017975114
- Nederlandse Thesaurus van Auteursnamen: 141213892
- Virtual International Authority File: 32871715
- WorldCat: E39PBJhXbtCyywgvJGHx33BgKd